# Iznogoud et les Femmes

Iznogoud et les Femmes est un des albums de la série Iznogoud dessiné et scénarisé par Jean Tabary, sur une idée originale de Francis Slomka.

## Récompense
- 1984 : Prix des lecteurs de Bédésup, catégorie « meilleur album humoristique »[1]